# Georgium fusculum
Georgium fusculum is een fossiele soort schietmot uit de familie Calamoceratidae.